# Бланкенбург (Саксония-Анхалт)
Бланкенбург (Харц) (на немски: Blankenburg (Harz)) е град в Харц в Саксония-Анхалт, централна Германия, с 20 294 жители (2015).
Намира се западно от Кведлинбург и южно от Халберщат.